# Coppa Agostoni 1997
La Coppa Agostoni 1997, cinquantunesima edizione della corsa, si svolse il 20 agosto 1997 su un percorso di 200 km. La vittoria fu appannaggio dell'italiano Massimo Apollonio, che completò il percorso in 4h44'37", precedendo i connazionali Biagio Conte e Giovanni Lombardi.

## Ordine d'arrivo (Top 10)
| Pos. | Corridore          | Squadra                 | Tempo    |
| ---- | ------------------ | ----------------------- | -------- |
| 1    | Massimo Apollonio  | Scrigno-Gaerne          | 4h44'37" |
| 2    | Biagio Conte       | Scrigno-Gaerne          | a 2"     |
| 3    | Giovanni Lombardi  | Team Deutsche Telekom   | s.t.     |
| 4    | Luca Mazzanti      | Refin-Mobilvetta        | s.t.     |
| 5    | Mauro Bettin       | Refin-Mobilvetta        | s.t.     |
| 6    | Giuseppe Tartaggia | Batik-Del Monte         | s.t.     |
| 7    | Sandro Giacomelli  | Amore & Vita-Forzarcore | s.t.     |
| 8    | Michel Lafis       | Team Deutsche Telekom   | s.t.     |
| 9    | Mirko Rossato      | Scrigno-Gaerne          | s.t.     |
| 10   | Stéphane Heulot    | La Française des Jeux   | s.t.     |